# Жнибороды
Жнибороды (укр. Жнибороди) — село в Бучачской городской общине Чортковского района Тернопольской области Украини.
До 2020 года входило в Бучачский район.
Код КОАТУУ — 6121288601. Население по переписи 2001 года составляло 713 человек.

## Географическое положение
Село Жнибороды находится на правом берегу реки Провал, которая через 3 км впадает в реку Днестр,
на противоположном берегу — село Беремяны.

## История
- 1436 год — первое упоминание как о селе Незброды.

## Объекты социальной сферы
- Школа I—II ст.

## Галерея

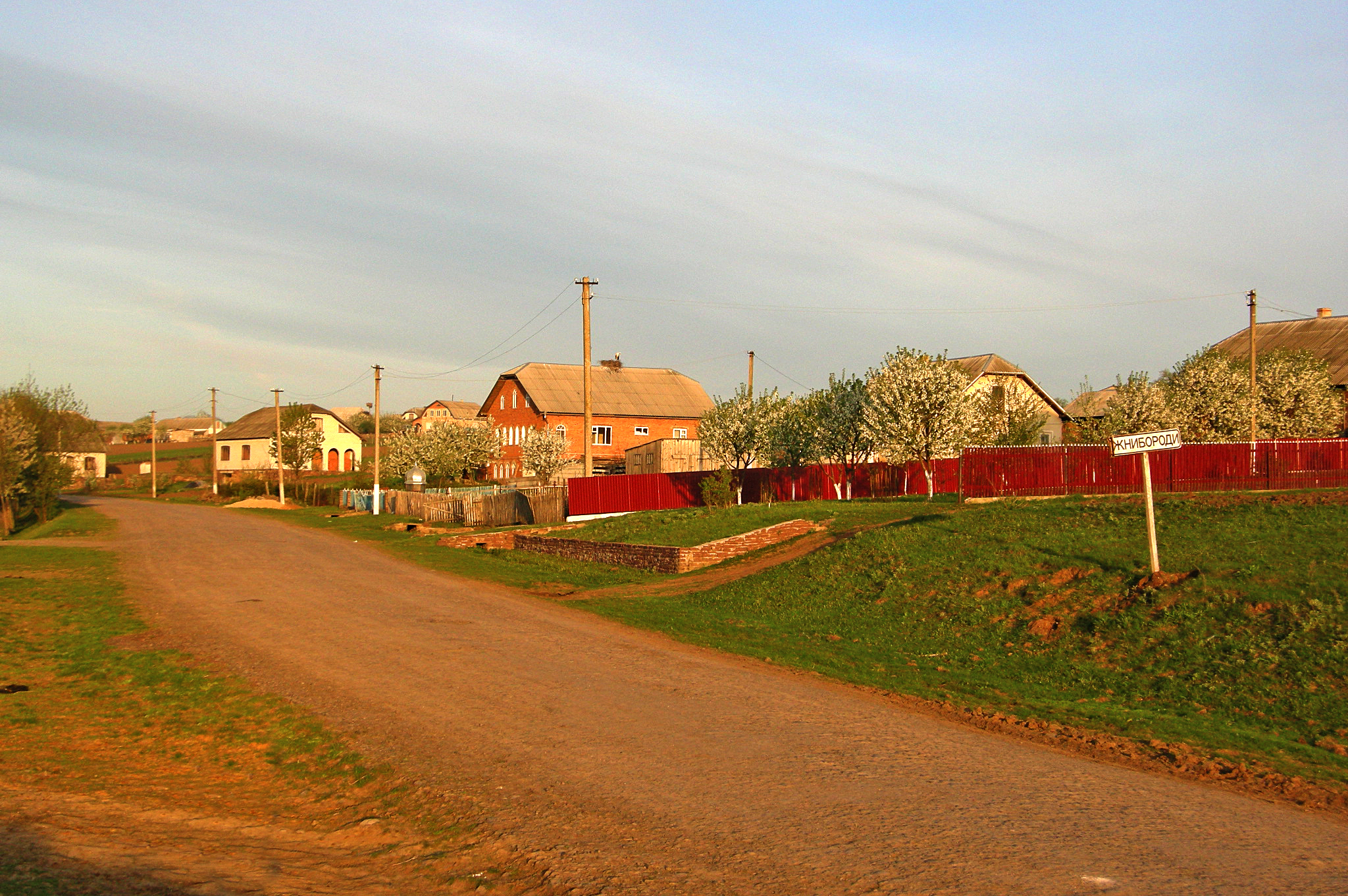
Въезд в село Жнибороды со стороны села Беремяны
Вид на село
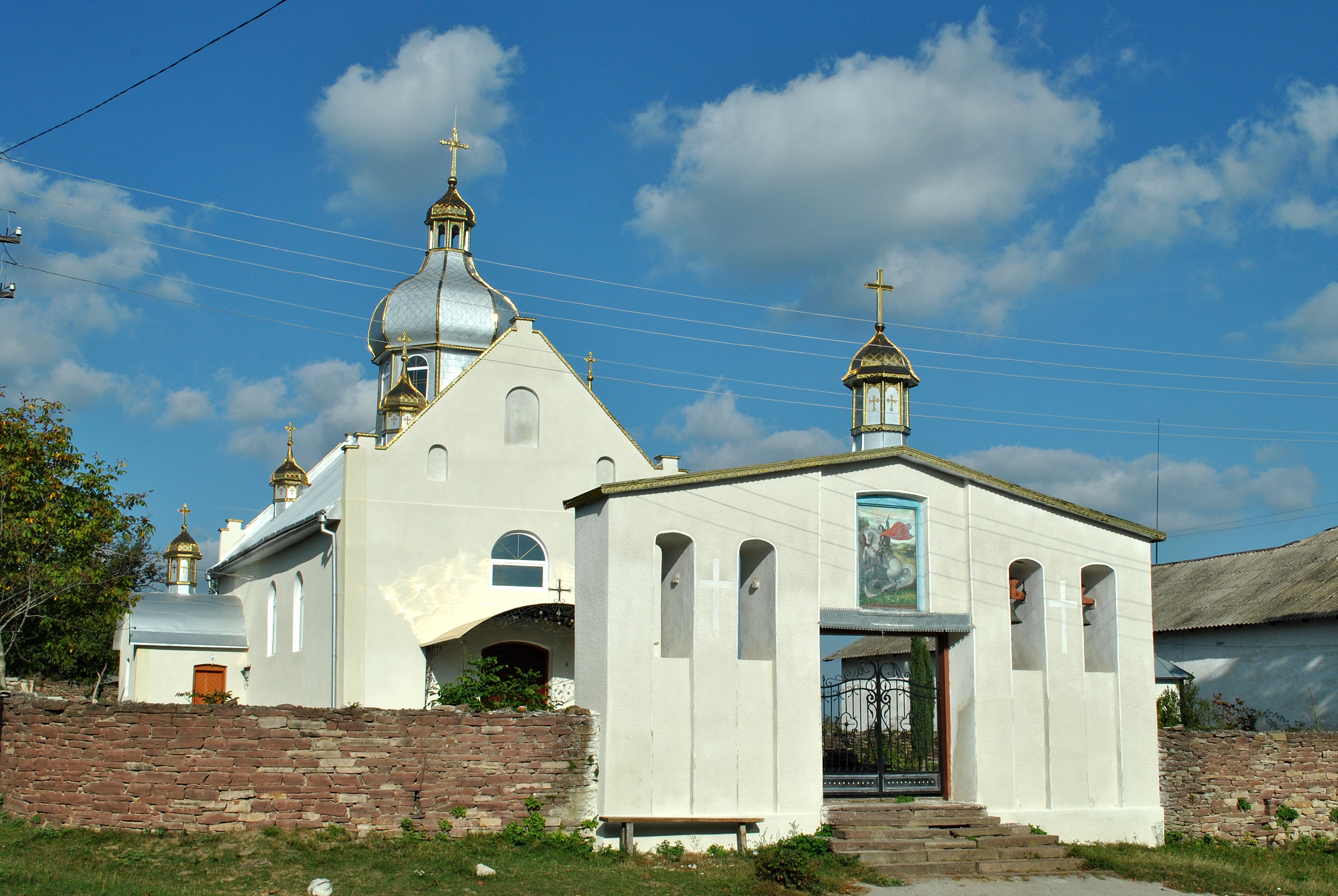
Церковь Святого Архистратига Михаила УГКЦ
Церковь Вознесения Господнего УПЦ КП